# George McDonald Church
George McDonald Church, plus souvent dénommé George Church est un Américain né le 28 août 1954[réf. nécessaire], chimiste, généticien et ingénieur en biologie moléculaire, notamment connu pour un livre Regenesis, co écrit avec Ed Regis, sous titré « Comment la biologie synthétique va réinventer la nature et nous-mêmes » qui présente un futur où le génie génétique aurait amélioré la santé humaine et animale, accru notre intelligence, notre mémoire et allongé notre vie.
En 2015, il est professeur de génétique à la Harvard Medical School, et professeur en sciences et technique de la santé pour le programme conjoint Harvard-MIT  et directeur du projet PersonalGenomes.org, une base de données open-data sur la génomique humaine, les traits et l'environnement , Environmental & Trait data (GET) de 2013 à 2015 au sein du Centre pour l'excellence dans les sciences du génome (Center for Excellence in Genomic Science).
Il est aussi l’un des membres fondateurs de l'Institut Wyss  (Wyss Institute for Biologically Inspired Engineering) pour l’ingénierie bioinspirée à Harvard ,, et d'un centre de recherche en bio-ingénierie créé en 2009 grâce à un don  par l'homme d'affaires et philanthrope suisse Hansjörg Wyss, pour notamment travailler sur les systèmes biomimétiques, les matériaux intelligent ou avancés et la robotique bio-inspirée ou d'autres sujets connexes ayant une finalité industrielle ,.

## Éléments de biographie
George McDonald Church nait le 28 août 1954[réf. nécessaire] dans une base militaire (MacDill Air Force Base) près de Tampa, en Floride. Il grandit près de Clearwater ,,. 
De 1968 à 1972, il fréquente l'école secondaire, à l'internat préparatoire de la Phillips Academy, à Andover , dans le Massachusetts. Il  étudie à l'université Duke où il passe un baccalauréat en zoologie et en chimie en deux ans  et où il  rencontre Sung-Hou Kim avec lequel il a commence ses travaux de recherche. Il travaillera également avec Walter Gilbert à l'université Harvard, puis grâce à une bourse post-doctorale avec Gail R. Martin à l'université de Californie (San Francisco), Church entame une carrière de recherche indépendante en tant que professeur adjoint à la Harvard Medical School en 1986.

## Carrière scientifique
En 1975, à l'université Duke il utilise la cristallographie aux rayons X pour étudier la structure tridimensionnelle de l’ARN de transfert (qui décode l'ADN et transmet des instructions à d'autres parties de la cellule). C’est pour lui une période d’intense recherche, mais qui lui fait oublier ses obligations d'heures d’enseignement (a l'automne 1975 il passe jusqu'à une centaine d'heures par semaine au laboratoire) » . Ceci le met en difficulté dans l’institution universitaire qui lui retire ses fonctions (en janvier 1976).
En 1977, ses travaux donnent lieu à des publications, dont l’une comme auteur principal, relative à un premier modèle pour les interactions moléculaires entre le « petit sillon » de l'ADN double brin et certaines protéines (β-ribbons of proteins), article mentionné par David Davies dans la rubrique « Nouvelles et opinions » de la Revue Nature).
En 1977-1984, Church entame une année un doctorat en biochimie et en biologie moléculaire sur la notion d’Élément génétique mobile dans les introns de levure et dans les gènes mitochondriaux de l’immunoglobuline de souris, travail conclu par une thèse publiée en 1984. Il considère avoir lors de ses années de thèse produit la première méthode de séquençage direct du génome, de multiplexage moléculaire et de barcoding moléculaire.
Juste après son doctorat, Church passe 6 mois de l’année 1984 dans le laboratoire industriel de Biogen où le professeur Gilbert accueille une partie importante de son ancien groupe de Harvard . Il obtient ensuite une bourse de recherche postdoctorale de la Life Sciences Research Foundation à l'Université de Californie où avec Gail R. Martin, (membre de l’Académie américaine des sciences) avec qui il découvre une technique d’extraction de cellules souches d’embryon de souris,.
À la Harvard Medical School où il entre en tant Professeur adjoint  il développe et applique ses connaissances en génétique et est nommé professeur de génétique et membre de la faculté Harvard-MIT Health Sciences and Technology basée à l'IMES (Institute for Medical Engineering and Science) au MIT. Il contribue à créer l'Institut Wyss pour l’ingénierie bioinspirée (à Harvard).
Il obtient un poste de directeur du Centre sur les technologies de la bioénergie à Harvard, financé par une bourse pluriannuelle du Département américain de l'énergie [Quand ?] [réf. nécessaire] et du Centre d'excellence en génomique Science (CEGS) de Harvard, de même, financé par une bourse de type P50 de l'Institut national de recherche sur le génome humain (NHGRI), une partie des national Institutes of Health ]

## Carrière d'auteur scientifique ou de vulgarisation
En mai 2014, il est l'auteur ou co-auteur de plus de 330 publications, 60 brevets, et d'un livre de vulgarisation scientifique. En juin 2016, il est co-auteur de plus de 400 publications et de 74 brevets.
Il est principalement connu pour ses publications sur le séquençage génétique, la génomique individuelle, la biologie synthétique et l'ingénierie génomique ainsi que dans un domaine émergent des neurosciences proposant de cartographier l'activité cérébrale et un « connectome fonctionnel ».
En 2016, selon son indexation par Google scholar, ses travaux les plus cités par les revues scientifiques portent sur le séquençage du génome, puis la détermination de l'architecture de réseaux génétiques, l'ingénierie du génome humain, le Biclustering des données d'expression, le génome bactérien, les outils de calcul visant à découvrir des sites de liaison du facteur de transcription, l'identification informatique des éléments cis-régulateurs associés à des groupes de gènes liés fonctionnellement chez Saccharomyces cerevisiae, la recherche de motifs réguliers d'ADN dans les séquences non codantes, la notion d'optimalité dans les réseaux métaboliques naturels et perturbés, la modélisation de l'expression génique par des équations différentielles, des procédés de suppressions-insertions précises dans le génome d'Escherichia coli, etc.

## Développements commerciaux
Il est impliqué dans des développements commerciaux couvrant ses domaines d'études, et d'autres (chimie verte, expérimentations sur les agents infectieux, agrocarburants, biocarburants de nouvelle génération dont avec Knome, LS9 et Joule Unlimited (qui cherchent respectivement à tirer des bénéfices économiques de la génomique humaine, de la chimie verte, et des bioénergies (« éthanol solaire » et « diesel solaire » produites à partir du soleil, de sources d carbone et de « bactéries modifiées »). Avec d'autres, il soutient aussi l'idée d'utiliser dans un futur proche de l'ADN (molécule très stable une fois repliée sur elle-même) pour stocker de l'information

## Controverses et questionnements éthiques
Début 2013, interviewé par le journal Der Spiegel, Church a supposé qu'il est techniquement possible de reconstituer l'ADN d'un homme de Néandertal et de modifier des cellules vivantes humaines en conséquence. 
D'autres médias, dont The Daily Mail ont déformé ce propos et fait dire à Church " maintenant, j'ai besoin d'une humaine de sexe féminin aventureuse" après quoi, Church a souligné dans le Boston Herald et Der Spiegel qu'il ne travaillait pas sur un tel projet.
En tant qu'auteur de Regenesis, Church apparait à une partie de ses lecteurs ou détracteurs comme scientiste ou soutenant la ligne transhumaniste ou le post-humanisme, attitudes controversées (Valverde (2016) parle d'une « crise du software de la biologie synthétique » en montrant qu'on est encore loin de pouvoir et savoir construire avec les briques du vivant ou son code). 
- L'idée de la biologie numérique et de la possibilité de faire « renaître » des espèces assez récemment disparues, voire d'en créer d'autres (ce qu'on a commencé à faire avec des chimères transgéniques) fait son chemin, suscitant même parfois un espoir de « désextinction » (avec par exemple l'idée de réintroduire le Mammouth dans le Parc du Pléistocène en Sibérie de l'Est)[29],[30] (Stewart Brand a intitulé un TED Talk “The Dawn of De-extinction. Are you Ready? ” (Aube d'une dé-extinction, Êtes-vous-prêt ?), mais outre qu'elle nécessite d'abord de récolter un ADN intact (de mâle et de femelle) et des mères porteuses génétiquement proches de l'espèce disparue, recréer quelques clones ou individus différents ne compenserait pas la perte de diversité génétique associée. Church laisse cependant imaginer que l'on puisse dans un futur hypothétique plus ou moins proche en quelque sorte imprimer en 3D une grande variété d'ADN via une interface automatisée de traduction. Enfin, il n'est pas certain selon Peers et ses collègues (2016) qu'une espèce recréée puisse facilement se réinsérer dans les écosystèmes contemporains où les microbes, la Nature et le climat ont déjà beaucoup changé[31]. Il pourrait même exister des risques pour les autres espèces, qu'on ne peut à ce jour anticiper[31].
- La notion d'artéfact biologique telle que développée par l'éthicien allemand Johannes Achatz[32] en novembre 2015[33] (tels que des cellules ou organismes vivant en partie ou en totalité synthétiques) pose des questions éthiques, de bioéthique et d'appropriation du vivant, questions complexes et en partie nouvelles. 
Nous allons faire face - ajoute M Müller (de l'Université Humboldt de Berlin) en 2016 - aux premières espèces (éventuellement brevetées) dont les parents géniteurs seront un programme d'ordinateur et une machine à synthétiser de l'ADN[34]. J Caputi s'interroge sur les promesses biotechnologiques et les ambiguïtés sous-jacentes à la biologie digitale. Il y voit la possibilité d'une sorte de choc non plus des civilisations mais entre la Mère nature et un anthropocène qui se dote du pouvoir de créer de la vie artificielle et des machines vivantes (‘Living machines’) pouvant remplacer la nature et l'évolution et être mises au service d'objectifs humains[35]. D'autres interrogent l'économie morale associée à la biologie synthétique telle que présentée par Church (ou d'autres)[36].
- Church défend les pratiques d'éducation ouverte, de sciences participatives et de science citoyenne mais souvent de manière orientée vers le domaine du génie génétique ; il a notamment plaidé pour un accès ouvert aux données issues du séquençage du génome et des données médicales humaines partageables, y compris en ligne. Müller (2016) note que des voix issues de la biologie synthétique réclament d'audacieux scénarios socio-techniques, des objets imaginaires, et de futures expériences biotechniques qu'ils placent non plus derrière les portes de laboratoires mais dans la société même[34] ; selon lui les biologistes synthétiques se voient en « ingénieurs des sociétés futures. La biologie synthétique développe une biotechnologisation des futurs collectifs et fait partie d'une "économie-promise" technoscientifique qui vise à coloniser l'avenir »[34].